# Jens Leker
Jens Leker (* 1963) ist ein deutscher Wirtschaftswissenschaftler und Hochschullehrer an der Universität Münster. Sein wissenschaftlicher Arbeitsschwerpunkt ist Technologie- und Innovationsmanagement.

## Leben
Leker studierte von 1984 bis 1988 Betriebswirtschaftslehre an der Christian-Albrechts-Universität zu Kiel und promovierte dort 1993 zum Dr. sc. pol. bei Jürgen Hauschildt. Leker habilitierte sich 1999 und wurde im selben Jahr auf eine Stiftungsprofessur „Betriebswirtschaftslehre in den Naturwissenschaften“ an der Universität Münster berufen, die dort unter Federführung von Erhard Meyer-Galow eingerichtet wurde. Seit 2000 leitet Leker den interdisziplinären Studiengang Wirtschaftschemie und ist Geschäftsführender Direktor des Instituts für betriebswirtschaftliches Management im Fachbereich Chemie und Pharmazie der Universität Münster.
Von 2002 bis 2005 war er Dekan des Fachbereichs Chemie und Pharmazie der Universität Münster. Im Jahr 2003 erhielt er für besondere Leistungen in der Hochschullehre den Lehrpreis der Universität Münster. Für seine Forschungsleistungen auf dem Gebiet des Innovationsmanagements wurde Leker 2018 zum Fellow der International Society of Professional Innovation Management (ISPIM) ernannt. Seit 2019 ist er Mitglied im Vorstand des Batterieforschungszentrums Münster Electrochemical Energy Technology (MEET).
Leker forscht zu Technologie- und Innovationsmanagement in der chemischen Industrie und verwandter Branchen wie Biotech und Pharma. Zu seinen Arbeiten gehören Studien zum Wissenstransfer, der Früherkennung von konvergierenden Industrien, Open Innovation und Kostenmodellierung von Batterietechnologien. Gemeinsam mit Carsten Gelhard und Stephan von Delft ist der Herausgeber des Fachbuchs Business Chemistry, das eine praxisorientierte Einführung in verschiedene Managementthemen im Kontext der Chemieindustrie liefert. Er ist Co-Editor-in-Chief der interdisziplinären Fachzeitschrift Journal of Business Chemistry.

## Veröffentlichungen (Auswahl)
Leker veröffentlichte bereits zahlreiche Aufsätze in verschiedenen internationalen wissenschaftlichen Zeitschriften.
- Gutsch, M., & Leker, J. (2024). Costs, carbon footprint, and environmental impacts of lithium-ion batteries–From cathode active material synthesis to cell manufacturing and recycling. Applied Energy, 353, 122132.
- Mauler, L., Lou, X., Duffner, F., & Leker, J. (2022). Technological innovation vs. tightening raw material markets: falling battery costs put at risk. Energy Advances, 1(3), 136-145.
- Duffner, F., Kronemeyer, N., Tübke, J., Leker, J., Winter, M., & Schmuch, R. (2021). Post-lithium-ion battery cell production and its compatibility with lithium-ion cell production infrastructure. Nature Energy, 6(2), 123-134.
- Duffner, F., Mauler, L., Wentker, M., Leker, J., & Winter, M. (2021). Large-scale automotive battery cell manufacturing: Analyzing strategic and operational effects on manufacturing costs. International Journal of Production Economics, 232, 107982.
- Zhu, H., Kock, A., Wentker, M., & Leker, J. (2019). How does online interaction affect idea quality? The effect of feedback in firm‐internal idea competitions. Journal of Product Innovation Management, 36(1), 24-40.
- Song, C. H., Elvers, D., & Leker, J. (2017). Anticipation of converging technology areas—A refined approach for the identification of attractive fields of innovation. Technological Forecasting and Social Change, 116, 98-115.
- Elvers, D., Song, C. H., Steinbüchel, A., & Leker, J. (2016). Technology trends in biodegradable polymers: evidence from patent analysis. Polymer Reviews, 56(4), 584-606.
- Wagner, R., Preschitschek, N., Passerini, S., Leker, J., & Winter, M. (2013). Current research trends and prospects among the various materials and designs used in lithium-based batteries. Journal of Applied Electrochemistry, 43, 481-496.
- Bauer, M., & Leker, J. (2013). Exploration and exploitation in product and process innovation in the chemical industry. R&D Management, 43(3), 196-212.
- Preschitschek, N., Niemann, H., Leker, J., & G. Moehrle, M. (2013). Anticipating industry convergence: semantic analyses vs IPC co-classification analyses of patents. Foresight, 15(6), 446-464.
- Curran, C. S., & Leker, J. (2011). Patent indicators for monitoring convergence–examples from NFF and ICT. Technological Forecasting and Social Change, 78(2), 256-273.
- Bröring, S., Martin Cloutier, L., & Leker, J. (2006). The front end of innovation in an era of industry convergence: evidence from nutraceuticals and functional foods. R&D Management, 36(5), 487-498.
- Hassan, A., Leker, J., & Bamelis, P. (2001). Betriebswirtschaftslehre für Chemiker: eine praxisorientierte Einführung. G. Festel (Ed.). Springer Berlin Heidelberg.